# تجهیزات پزشکی

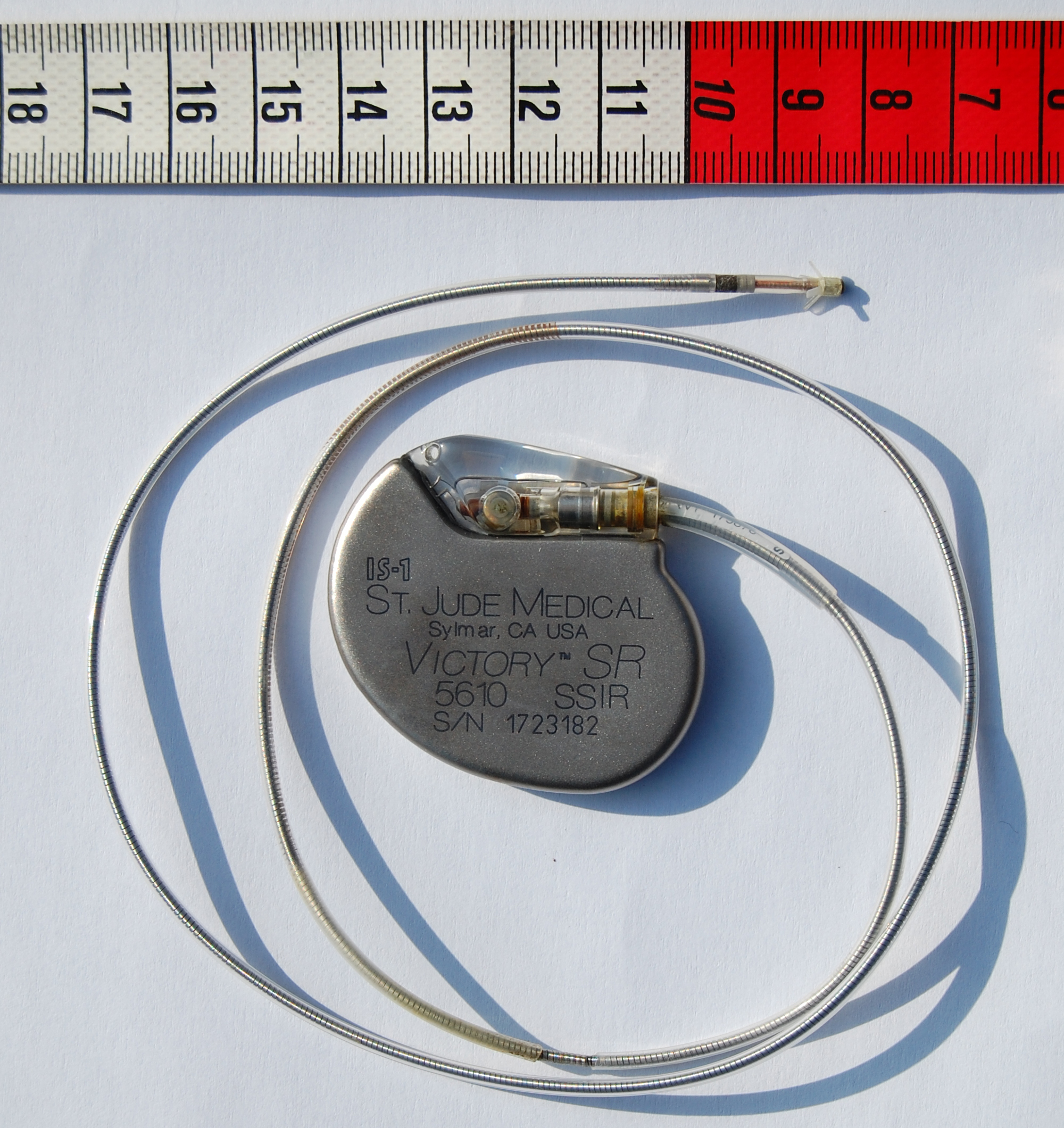
ضربان‌ساز مصنوعی

تجهیزات پزشکی به هر گونه سامانه، وسایل، تجهیزات، ابزار، لوازم، ماشین‌آلات، مواد، معرف‌ها یا کالیبراتورهای آزمایشگاهی و نرم‌افزارهایی گفته می‌شود؛ که توسط تولیدکننده برای انسان (به تنهایی یا در تلفیق با سایر وسایل) برای حداقل یکی از اهداف نام برده ی زیر ارائه می‌شود:
- تشخیص، پیشگیری، پایش، درمان یا کاهش بیماری
- تشخیص، پایش، درمان، تسکین، جبران یا به تعویق انداختن صدمه یا معلولیت
- تحقیق و بررسی، جایگزینی، اصلاح آناتومی یا یک فرایند فیزیولوژیک
- حمایت‌کننده یا پشتیبانی‌کننده حیات
- کنترل بارداری
- تمیز یا ضدعفونی‌کننده یا استریل‌کننده وسایل یا محیط برای اهداف پزشکی[۱]

امروزه مهندسان پزشکی در تلاش‌اند تا با بهبود بخشیدن به ابزارها و تجهیزات پزشکی و ساخت ابزار های نوین، به بهبود تشخیص، کنترل  و درمان بیماری‌ها کمک کنند.

## تاریخچه
کشف چیزی که بر اساس استانداردهای مدرن به عنوان یک وسیله پزشکی در نظر گرفته می‌شود به حدود ۷۰۰۰ سال قبل از میلاد بازمی‌گردد. در آن زمان در بلوچستان دندانپزشکان دوران نوسنگی از مته‌ها و رشته‌های کمانی با نوک سنگ چخماق استفاده می‌کردند. مطالعه باستان‌شناسی و ادبیات پزشکی رومی نیز نشان می‌دهد که بسیاری از انواع وسایل پزشکی در زمان روم باستان مورد استفاده گسترده بوده‌اند. در ایالات متحده تا زمانی که قانون فدرال غذا، دارو و آرایشی بهداشتی (FD&C) در سال ۱۹۳۸ دستگاه‌های پزشکی تنظیم شدند. بعداً در سال ۱۹۷۶، اصلاحیه‌های دستگاه پزشکی به قانون FD&C، مقررات و نظارت بر دستگاه‌های پزشکی را به صورتی که امروزه در ایالات متحده می‌شناسیم، ایجاد کرد. مقررات مربوط به تجهیزات پزشکی در اروپا که امروزه آن را می‌شناسیم در سال ۱۹۹۳ توسط آنچه در مجموع به عنوان دستورالعمل تجهیزات پزشکی (MDD) شناخته می‌شود، اجرایی شد. در ۲۶ می ۲۰۱۷، مقررات تجهیزات پزشکی (MDR) جایگزین MDD شد.

## تعاریف

### ایران
بر اساس قانون تشکیلات و وظایف وزارت بهداشت، درمان و آموزش پزشکی، به منظور رسیدگی به امور تجهیزات پزشکی، در سال ۱۳۶۴ دفتر تجهیزات پزشکی در معاونت درمان تشکیل و سپس ساختار آن در سال ۱۳۷۲ به اداره تغییر یافت. به ضرورت اهمیت و گستردگی کار، اداره با عنوان اداره کل تجهیزات پزشکی در سال ۱۳۷۶ ارتقاء یافت.
به استناد بندهای ۱۱ و ۱۲ و ۱۳ و ۱۷ ماده ۱ قانون تشکیلات و وظایف وزارت متبوع و تبصره ۵ ماده ۱۳ و تبصره ۲ ماده ۱۴ و تبصره ۲ ماده ۳ مقررات امور پزشکی، دارویی و مواد خوردنی و آشامیدنی و مواد ۲۴ و ۲۵ و ۲۷ قانون مبارزه با قاچاق کالا و ارز مصوب ۱۳۹۲ و بر اساس آیین‌نامه تجهیزات پزشکی مصوب بهمن ماه ۱۳۸۶ و بازنگری شده مصوب ۱۳۹۴، اداره کل تجهیزات پزشکی به نمایندگی از وزارت متبوع، مسئول نظارت و ارزیابی و احراز اصالت سلامت، کیفیت و ایمنی تجهیزات پزشکی، دندانپزشکی و آزمایشگاهی و اعطای مجوز به متقاضیان در خصوص اقدامات و فرآیندهای گوناگون در عرصه تولید، واردات، صادرات، توزیع، عرضه و خدمات پس از فروش می‌باشد.
وسیله پزشکی در آیین‌نامه تجهیزات پزشکی ایران به شکل زیر تعریف می‌شود:
هرگونه وسایل، تجهیزات، ابزار، لوازم، ماشین آلات، وسایل کاشتنی، مواد، معرف‌ها یا کالیبراتورهای آزمایشگاهی و نرم‌افزارها که توسط تولیدکننده برای انسان (به تنهایی یا در تلفیق با سایر وسایل) جهت حداقل یکی از اهداف زیر ارائه می‌گردد:
-تشخیص، پیشگیری، پایش، درمان یا کاهش بیماری
-تشخیص، پایش، درمان، تسکین، جبران یا به تعویق انداختن صدمه یا معلولیت
-تحقیق و بررسی، جایگزینی، اصلاح آناتومی یا یک فرایند فیزیولوژیک
-حمایت‌کننده یا پشتیبانی‌کننده حیات
-کنترل بارداری
-تمیز یا ضدعفونی‌کننده یا استریل‌کننده وسایل یا محیط برای اهداف پزشکی
فراهم کردن اطلاعات برای اهداف پزشکی و تشخیصی به کمک آزمایش‌ها (in vitro) بر روری نمونه‌های گرفته شده از بدن انسان
این تعریف شامل موادی که تأثیر اصلی یا هدف طراحی آن، بر پایه روش‌های دارویی، ایمنی‌شناسی یا متابولیکی باشد نمی‌گردد. اما می‌توان به کمک چنین شیوه‌هایی به کار آن کمک کرد.
کلیه وسایل، مواد، معرفها، کالیبراتورها، وسایل جمع‌آوری، نگهداری نمونه، مواد و محلول‌های کنترل آزمایشگاهی و دندانپزشکی جزء وسایل پزشکی محسوب می‌شود.
همچنین اداره کل تجهیزات پزشکی طبق تعریف فوق و بر اساس وظیفه قانونی تعیین شده در تبصره ۲ ماده ۱۴ از قانون مربوط به مقررات امور پزشکی و دارویی و مواد خوردنی و آشامیدنی، اقدام به تدوین فهرست تجهیزات پزشکی ایران بر اساس استاندارد بین‌المللی ISO 15225 نموده است و لیست نهایی را تا پایان مرداد ۱۳۸۸ خواهد نمود.

### اروپا
همچنین طبق تعریف آیین‌نامه وسایل پزشکی اتحادیه اروپا، هرگونه تجهیزات، ابزار، لوازم، مواد، یا نرم‌افزارهای لازم برای کاربرد مناسب تعیین شده توسط تولیدکننده، به تنهایی یا در تلفیق با سایر وسایل جهت استفاده و برای اهداف:
تشخیص، پیشگیری، پایش، درمان یا کاهش بیماری
تشخیص، پایش، درمان، تسکین، جبران یا به تعویق انداختن صدمه یا معلولیت
تحقیق و بررسی، جایگزینی، اصلاح آناتومی یا یک فرایند فیزیولوژیک
کنترل بارداری
ارائه می‌شود به گونه‌ای که تأثیر اصلی آن بر پایه روش‌های دارویی، ایمنی‌شناسی یا متابولیکی انجام نپذیرد، اما ممکن است چنین شیوه‌هایی به کار آن کمک نمایند.

### آمریکا
یک وسیله، دستگاه، ابزار، ماشین، اسباب، وسیله کاشتنی در بدن، معرف آزمایشگاهی یا موارد مشابه و اجزا و لوازم جانبی آن‌ها که:
در مراکز رسمی یا دارونامه ایالات متحده یا متمم‌های آن به عنوان وسیله پزشکی شناخته شده باشد، برای تشخیص بیماری‌ها یا دیگر حالات، یا برای درمان، تسکین یا پیشگیری از بیماری در انسان یا حیوان، یا
هدف آن اثرگذاری بر ساختار یا عملکرد بدن انسان یا حیوان است، اما هدف اولیه آن از طریق کنش‌های شیمیایی در بدن انسان یا حیوان یا متابولیسم بدن به دست نمی‌آید.

## طبقه‌بندی سطوح ریسک
دو نوع طبقه‌بندی اساسی برای محصولات پزشکی وجود دارد که اولین آن توسط FDA در سال ۱۹۷۶ بنا نهاده شد. سپس در سال ۱۹۹۳ طبقه‌بندی جدیدی توسط اتحادیه اروپا درون دایرکتیو EEC ۴۲/۹۳ معرفی گردید و پس از آن کانادا و سایر کشورها از آن تبعیت نمودند. همچنین این مدل توسط گروه کار GHTF ثبت گردید.

### طبقه‌بندی ایران
طبق ماده ده (A,B,C,D) که این طبقه‌بندی الزامات قانونی ای که تولیدکننده یا واردکننده باید رعایت نماید را مشخص می‌نماید لذا وی موظف است از کلاس خطر وسیله پزشکی ارائه شده آگاه بوده و اقدامات قانونی مربوط را انجام دهد.

### طبقه‌بندی اروپا
تمام وسایل پزشکی با توجه به ۱۸ اصل مذکور در ضمیمه نهم، آیین‌نامه تجهیزات پزشکی اروپا در چهار کلاس I,IIa,IIb,III طبقه‌بندی می‌شوند.
وسایل آزمایشگاه تشخیص طبی نیز دارای چهار کلاس می‌باشند که به ترتیب از کمترین سطح خطر تا بالاترین سطح خطر عبارتند از «وسایل دیگر» که به وسایلی اشاره می‌نماید که نه در ضمیمه دو می‌باشند و نه وسایل خود آزمون هستند، «وسایل خود آزمون» به استثناء وسایل اندازه‌گیری قند خون و لیست B و A که در ضمیمه دوم این آیین‌نامه آمده‌اند.

### طبقه‌بندی آمریکا
سازمان غذا و دارو آمریکا فهرستی از عناوین ۱۷۰۰ نوع از تجهیزات پزشکی را که تحت ۱۶ تخصص پزشکی گروه‌بندی شده‌اند، ارائه می‌دهد. هر کدام از این وسایل بر پایه نیاز آن‌ها به کنترل ایمنی و اثرگذاری به سه کلاس تعلق می‌گیرند. این سه کلاس عبارتند از:
- کلاس یک: کنترل‌های عمومی
  - با معافیت
  - بدون معافیت
- کلاس دو: کنترل‌های عمومی و کنترل‌های ویژه
  - با معافیت
  - بدون معافیت
- کلاس سه: کنترل‌های عمومی و تاییدیه پیش از فروش

#### کلاس یک
کلاس یک شامل وسایلی است که کمترین کنترل‌های قانونی را نیاز دارند. پتانسیل ایجاد آسیب و خطر این وسایل برای بیمار یا کاربر حداقل است و در اغلب موارد دارای طراحی ساده‌تری نسبت به کلاس‌های دیگر می‌باشند. پیاده‌سازی «کنترل‌های عمومی» برای وسایل کلاس یک ضروری است.
کنترل‌های عمومی شامل موارد زیر می‌شوند:
- ثبت نام و مشخصات شرکت تولیدکننده، توزیع‌کننده، بسته‌بندی‌کننده‌های مجدد و شرکت‌هایی که تغییراتی در علائم وسیله‌ها می‌دهند، در سازمان غذا و دارو آمریکا؛ ثبت نام وسیله‌ای که برای فروش آماده می‌شود در سازمان غذا و دارو آمریکا؛ تولید وسیله مطابق با اصول و قواعد «شرایط تولید خوب»؛ برچسب‌گذاری وسیله براساس قوانین؛ ارائه اعلام پیش از فروش وسیله در صورت عدم معافیت وسیله از ارائه اعلام پیش از فروش.
- ۴۷ درصد وسایل در کلاس I قرار می‌گیرند و ۷۴ درصد از این وسایل، معاف از ارائه اعلام پیش از فروش می‌باشند. وسایلی که در این کلاس جای دارند و معاف از ارائه اعلام پیش از فروش نیستند را وسایل رزرو شده می‌نامند. باندهای کشی، دستکش‌های معاینه و ابزارهای دستی جراحی مثال‌هایی از وسایل کلاس یک می‌باشند.[۱۳]

#### کلاس دو
کلاس دو شامل وسایلی است که کنترل‌های عمومی و روش‌های آن برای تضمین کیفیت و کارایی این وسایل ناکافی است؛ بنابراین برای این وسایل علاوه بر پیاده‌سازی کنترل‌های عمومی، کنترل‌های ویژه نیز اجرا می‌گردد. اغلب وسایل پزشکی در این طبقه جای می‌گیرند. تعداد اندکی از این وسایل معاف از اعلام پیش از فروش می‌باشند. کنترل‌های ویژه می‌تواند شامل نیازمندی‌های ویژه برچسب گذاری، استانداردهای اجباری عملکرد و نظارت پس از فروش باشد. ویلچرهای برقی، پمپ‌های تزریق و مانیتورها در این کلاس جای دارند.

#### کلاس سه
حساس‌ترین وسایل که کنترل‌های سختگیرانه تری نیاز دارند در کلاس سه جای می‌گیرند. معمولاً هنگام استفاده از این وسایل جان بیمار به عملکرد آن‌ها بستگی پیدا می‌کند. این وسایل می‌توانند اهمیت فوق‌العاده‌ای در جلوگیری از ایجاد یا تشدید بیماری یا خطر ایجاد بیماری یا آسیب به بیمار داشته باشند. در مورد این وسایل اطلاعات کافی برای نشان دادن ایمنی و اثربخشی مطلوب از طریق کنترل‌های عمومی و ویژه به دست نمی‌آید، لذا از شیوه‌های علمی این اطلاعات را به دست آورده و در نهایت در صورت تأیید ایمنی و اثربخشی وسیله، تاییدیه پیش از فروش صادر می‌شود.
البته تمامی وسایل این کلاس برای فروش نیاز به تاییدیه پیش از فروش ندارند. آن دسته از وسایل پزشکی کلاس سه که معادل وسیله‌ای هستند و قبل از ۲۸ می ۱۹۷۶ با اعلام پیش از فروش مجوز ورود به بازار را دریافت کرده‌اند تا زمانی که سازمان غذا و دارو آمریکا نیازمندی‌های جدیدی را اعلام نکرده است، فروششان معطوف به دریافت تاییدیه پیش از فروش نیست.
طبقه‌بندی وسایل پزشکی بستگی به «حیطه کاربرد» و «موارد مصرف» آن نیز دارد. به عنوان مثال کاربرد مورد نظر یک تیغ جراحی، برش بافت است. اما ممکن است کاربردهای تخصصی تری بر روی برچسب آن نوشته شده باشد، مثلاً «برای برش قرنیه». «موارد مصرف» می‌تواند بر روی برچسب آن یا هنگام فروش وسیله و به صورت شفاهی عنوان شود. برای تعیین کلاس وسیله می‌توان به لیست وسایلی که سازمان غذا و دارو آمریکا ارائه می‌دهد، مراجعه نمود. با یافتن کد وسیله مورد نظر، کلاس وسیله مشخص می‌شود.